# Blepharoneura rupta
Blepharoneura rupta är en tvåvingeart som först beskrevs av Wulp 1899.  Blepharoneura rupta ingår i släktet Blepharoneura och familjen borrflugor. Inga underarter finns listade.